# Chó săn rái cá
Chó Săn rái cá (tiếng Anh:Otterhound) là một giống chó cũ có nguồn gốc từ nước Anh. Giống chó này là một giống chó săn mùi và hiện đang được Câu lạc bộ Chăm sóc Chó công nhận là một giống chó bản địa dễ bị tổn thương với số lượng chỉ còn khoảng 600 cá thể trên toàn thế giới.

## Tổ tiên
Loài Chó Săn rái cá được ghi nhận đầu tiên được biết đến khá tương đồng với giống chó hiện tại nằm ở Tây Bắc nước Anh trong nửa đầu thế kỷ XIX - ví dụ, Chó săn rái cá Hawkter và các giống chó săn rái cá của Squire Lomax.

## Nguy cơ tuyệt chủng
Có khoảng 600 cá thể chó săn rái cá trên toàn thế giới. Nó được coi là giống chó có nguy cơ tuyệt chủng nhất ở Anh, với chỉ 41 cá thể được đăng ký mới trong năm 2016. Điều này một phần vì Chó săn rái cá chưa bao giờ có số lượng lớn và ngay cả trong đầu thế kỷ XX, khi săn rái cá đang trong thời kỳ đỉnh cao của sự phổ biến với vai trò là một môn thể thao, số lượng chó giống này thực tế vẫn còn rất ít. Chúng nằm trong danh sách các giống chó bản địa dễ bị tổn thương được xác định bởi Câu lạc bộ Chăm sóc Chó Vương Quốc Anh và hiện đang có những nỗ lực lớn được thực hiện nhằm bảo tồn giống chó này.